# Why Me? Why Not. Tour
Why Me? Why Not. Tour è un tour musicale di Liam Gallagher a sostegno dell'album Why Me? Why Not..

## Formazione
- Liam Gallagher – voce
- Mike Moore – chitarra
- Jay Mehler – chitarra
- Paul "Bonehead" Arthurs – chitarra
- Drew McConnell – basso, seconda voce
- Dan McDougall – batteria, percussioni

## Date
| Data              | Paese               | Città               | Sede                                        |
| ----------------- | ------------------- | ------------------- | ------------------------------------------- |
| 5 giugno 2019     | Inghilterra         | Londra              | Round Chapel, Hackney                       |
| 6 giugno 2019     | Inghilterra         | Londra              | Alexandra Palace                            |
| 8 giugno 2019     | Italia              | Taranto             | Medimex                                     |
| 21 giugno 2019    | Rep. Ceca           | Praga               | Metronome Festival                          |
| 23 giugno 2019    | Irlanda             | Cork                | Irish Independent Park                      |
| 26 giugno 2019    | Inghilterra         | Saint Austell       | Eden Sessions                               |
| 29 giugno 2019    | Inghilterra         | Glastonbury         | Festival di Glastonbury                     |
| 4 luglio 2019     | Italia              | Barolo              | Collisioni Festival                         |
| 13 luglio 2019    | Slovacchia          | Trenčín             | Aeroporto di Trenčín                        |
| 14 luglio 2019    | Ucraina             | Kiev                | Atlas Weekend                               |
| 17 luglio 2019    | Svizzera            | Locarno             | Moon & Stars Festival                       |
| 28 luglio 2019    | Francia             | Carcassonne         | Festival de Carcassonne                     |
| 1º settembre 2019 | Romania             | Bucarest            | Fall In Love Festival                       |
| 9 ottobre 2019    | Stati Uniti         | San Francisco       | Chase Center                                |
| 16 ottobre 2019   | Stati Uniti         | San Diego           | Viejas Arena                                |
| 19 ottobre 2019   | Stati Uniti         | Seattle             | T-Mobile Park                               |
| 21 ottobre 2019   | Canada              | Vancouver           | Rogers Arena                                |
| 24 ottobre 2019   | Stati Uniti         | Los Angeles         | Hollywood Bowl                              |
| 11 novembre 2019  | Galles              | Cardiff             | Motorpoint Arena Cardiff                    |
| 12 novembre 2019  | Inghilterra         | Birmingham          | Birmingham Arena                            |
| 14 novembre 2019  | Scozia              | Aberdeen            | P&J Live                                    |
| 15 novembre 2019  | Scozia              | Glasgow             | The SSE Hydro                               |
| 17 novembre 2019  | Inghilterra         | Newcastle upon Tyne | Utilita Arena                               |
| 18 novembre 2019  | Inghilterra         | Sheffield           | Flydsa Arena                                |
| 20 novembre 2019  | Inghilterra         | Manchester          | Manchester Arena                            |
| 21 novembre 2019  | Inghilterra         | Liverpool           | M&S Bank Arena                              |
| 24 novembre 2019  | Irlanda             | Dublino             | 3 Arena                                     |
| 26 novembre 2019  | Inghilterra         | Nottingham          | Motorpoint Arena Nottingham                 |
| 28 novembre 2019  | Inghilterra         | Londra              | The O2 Arena                                |
| 29 novembre 2019  | Inghilterra         | Londra              | The O2 Arena                                |
| 6 dicembre 2019   | Australia           | Brisbane            | Fortitude Music Hall                        |
| 7 dicembre 2019   | Australia           | Berry               | Fairgrounds                                 |
| 9 dicembre 2019   | Australia           | Sydney              | Enmore Theatre                              |
| 11 dicembre 2019  | Australia           | Melbourne           | Margaret Court Arena                        |
| 13 dicembre 2019  | Australia           | Meredith            | Meredith Music Festival                     |
| 14 dicembre 2019  | Australia           | Woodside            | Bird in Hand Winery                         |
| 17 dicembre 2019  | Australia           | Fremantle           | Fremantle Arts Centre                       |
| 18 dicembre 2019  | Australia           | Fremantle           | Fremantle Arts Centre                       |
| 20 dicembre 2019  | Nuova Zelanda       | Auckland            | Spark Arena                                 |
| 1º febbraio 2020  | Norvegia            | Oslo                | Spektrum                                    |
| 2 febbraio 2020   | Svezia              | Stoccolma           | Annexet                                     |
| 4 febbraio 2020   | Danimarca           | Copenaghen          | Forum                                       |
| 5 febbraio 2020   | Germania            | Amburgo             | Sporthalle                                  |
| 7 febbraio 2020   | Paesi Bassi         | Amsterdam           | Ziggo Dome                                  |
| 8 febbraio 2020   | Belgio              | Bruxelles           | Forest National                             |
| 10 febbraio 2020  | Germania            | Colonia             | Palladium                                   |
| 11 febbraio 2020  | Germania            | Berlino             | Tempodrom                                   |
| 13 febbraio 2020  | Germania            | Monaco di Baviera   | Tonhalle                                    |
| 15 febbraio 2020  | Italia              | Roma                | Palazzo dello Sport                         |
| 16 febbraio 2020  | Italia              | Assago              | Mediolanum Forum                            |
| 18 febbraio 2020  | Austria             | Vienna              | Gasometer                                   |
| 20 febbraio 2020  | Svizzera            | Zurigo              | Halle 622                                   |
| 21 febbraio 2020  | Francia             | Parigi              | Zénith                                      |
| 12 marzo 2020     | Emirati Arabi Uniti | Abu Dhabi           | Club Social                                 |
| 13 aprile 2020    | Austria             | Mayrhofen           | Snowbombing                                 |
| 1º maggio 2020    | Stati Uniti         | Atlanta             | Shaky Knees Festival                        |
| 12 giugno 2020    | Inghilterra         | Manchester          | Heaton Park                                 |
| 21 giugno 2020    | Portogallo          | Lisbona             | Rock in Rio Lisboa                          |
| 25 giugno 2020    | Danimarca           | Odense              | Tinderbox Festival                          |
| 28 giugno 2020    | Italia              | Lucca               | Lucca Summer Festival                       |
| 1º luglio 2020    | Francia             | Lione               | Nuits de Fourvière                          |
| 10 luglio 2020    | Scozia              | Glasgow             | Glasgow Green, TRNSMT                       |
| 16 luglio 2020    | Inghilterra         | Southwold           | Latitude Festival                           |
| 18 luglio 2020    | Spagna              | Benicàssim          | Festival Internacional de Benicàssim        |
| 19 agosto 2020    | Irlanda del Nord    | Belfast             | Boucher Road Playing Fields, Belfast Vital  |
| 21 agosto 2020    | Paesi Bassi         | Biddinghuizen       | Lowlands Festival                           |
| 6 novembre 2020   | Inghilterra         | Londra              | Battello sul Tamigi                         |
| 17 agosto 2021    | Inghilterra         | Londra              | O2 Arena                                    |
| 27 agosto 2021    | Inghilterra         | Leeds               | Festival di Reading e Leeds                 |
| 29 agosto 2021    | Inghilterra         | Reading             | Festival di Reading e Leeds                 |
| 11 settembre 2021 | Scozia              | Glasgow             | Glasgow Green, TRNSMT                       |
| 15 settembre 2021 | Germania            | Stoccarda           | Schlossplatz, Jazzopen                      |
| 17 settembre 2021 | Inghilterra         | Newport             | Seaclose Park, Festival dell'Isola di Wight |